# Xiphidiopsis szechwanensis
Xiphidiopsis szechwanensis är en insektsart som beskrevs av Tinkham 1944. Xiphidiopsis szechwanensis ingår i släktet Xiphidiopsis och familjen vårtbitare. Inga underarter finns listade i Catalogue of Life.